# Bistum Larissa
Koordinaten: 35° 15′ 57,6″ N, 36° 33′ 59,2″ O

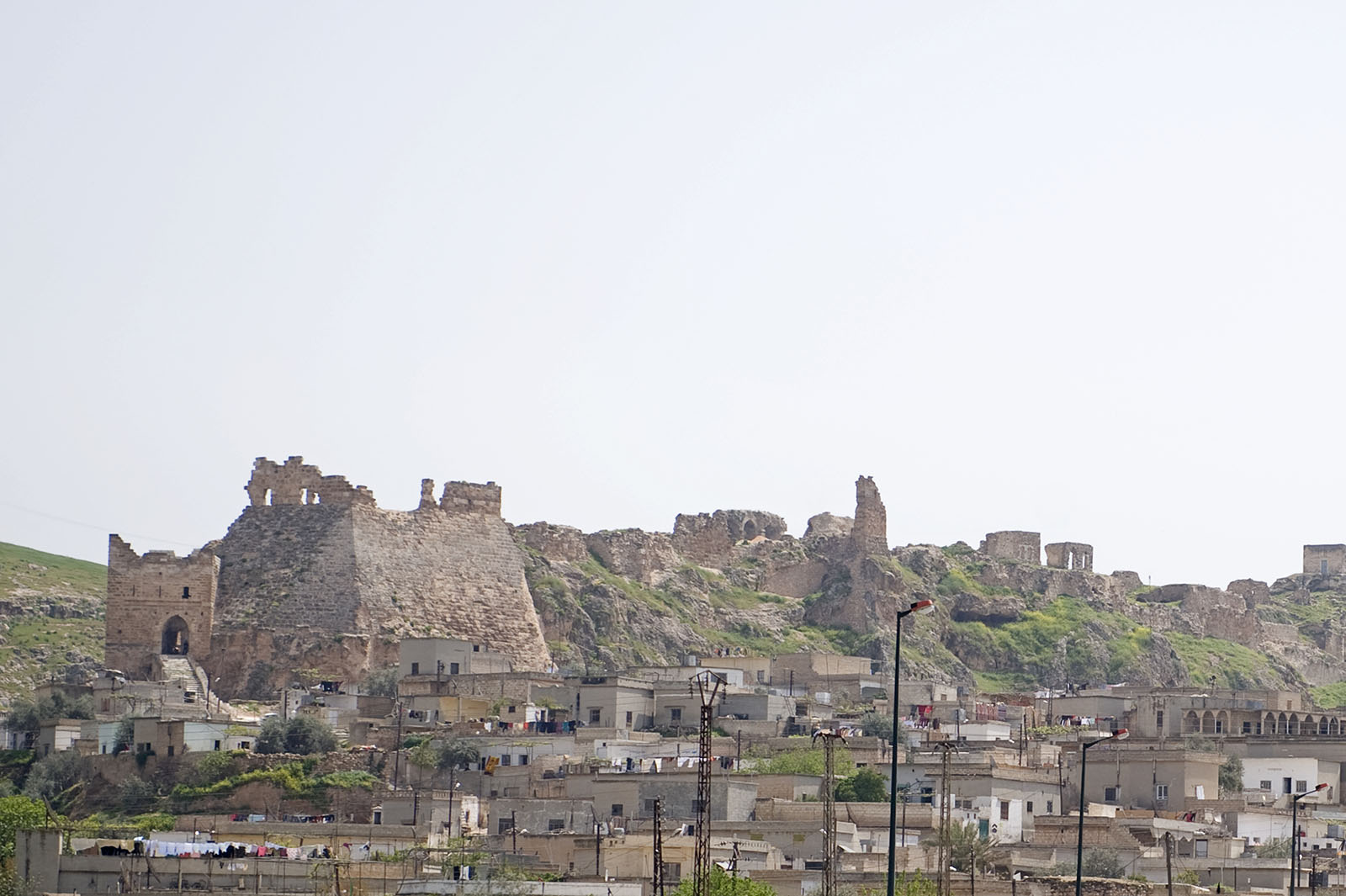
Die Festung Schaizar (2009)

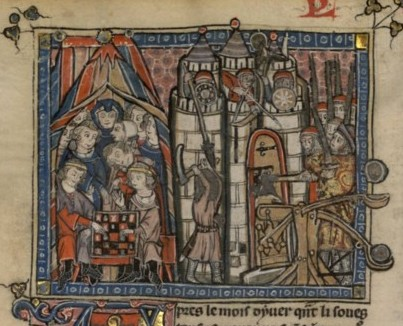
Die Belagerung von Larissa/Schaizar 1138 durch die Kreuzfahrer (Holzschnitt, 14. Jahrhundert)

Das Bistum Larissa war ein frühchristlich-byzantinisches Bistum in der antiken Stadt Larissa oder Laris in der römischen Provinz Syria Coele bzw. ab 400 in spätrömisch-byzantinischen en Provinz Syria Secunda (oder Syria salutaris), im heutigen Schaizar (Gouvernement Hama), Syrien. 325 ist erstmals ein Bischof belegt. Nach der arabischen Eroberung ging der Bischofssitz zu einem nicht bekannten Zeitpunkt unter.

## Geschichte
Die Siedlung war schon in der Spätbronzezeit ein wichtiger Ort am Orontes (siehe auch Karte bei Millar) und wird schon in den ägyptischen Amarna-Briefen (1550 bis 1070 v. Chr.) als Sinzar/Zinzarus erwähnt. Der Ort wurde in hellenistischer Zeit als Siedlung von Veteranen neu gegründet, die den Ort nach ihrem Heimatort Larisa in Thessalien benannten. Im ersten Jahrhundert v. Chr. wurden sogar Münzen in Larissa geprägt; die Münzgrägung lässt auf eine bedeutendere Siedlung schließen. Mit der Verwaltungsreform um 200 n. Chr. unter dem römischen Kaiser Septimius Severus gehörte Larissa zur nördlichen Provinz von Syrien, der Syria Coele, die in spätrömischer Zeit weiter in zwei Provinzen, Syria Prima und Syria Secunda unterteilt wurde; Larissa gehörte letzterer Provinz an. 325 nahm Bischof Gerontius am Ersten Konzil von Nicäa teil; damit ist die Existenz des Bistums erstmals belegt. Das Bistum Larissa unterstand damals dem Metropolitansitz in Apamea im Patriarchat von Antiochia. Das Gebiet des Metropolitansitzes Apamea entspricht in etwa der Provinz Syria Secunda, wie die von Harald Suermann publizierte Karte zeigt. Mit der Eroberung Syriens durch die Araber in den Jahren 636 bis 638 ging der Bischofssitz zu einem nicht genauer bekannten Zeitpunkt wieder unter.

## Die frühchristlich-byzantinischen Bischöfe
- 325 Gerontius (vel Leontius), nahm am Ersten Konzil von Nicäa teil[6][7][8]
- 359 Zoilus[6][7][8]
- 381 Panophilus, nahm am Ersten Konzil von Konstantinopel teil[6][7][8]
- 431 Julianus, nahm am Konzil von Ephesus teil[6][7]
- 451 Meletius, nahm am Konzil von Chalcedon teil[6][7]
- 458 Diogenes[6][7]
- 518 Eusebius/Eusebios[6][7]
- 536 Stephanus[6][7]

Zur Zeit der Kreuzzüge wurde Schaizar 1139 von den Kreuzfahrern belagert; sie konnten die Stadt aber nicht einnehmen. Daher unterblieb auch die Gründung eines lateinischen Bischofssitzes in Larissa.
In der Tradition des untergegangenen frühchristlich-byzantinischen Bischofssitzes vergibt die römisch-katholische Kirche den Titel eines Bischofs von Larissa in Syrien.